# Christine Sinclair
Christine Margaret Sinclair (sinh 12 tháng 6 năm 1983) là một tiền đạo bóng đá người Canada, đội trưởng của đội tuyển quốc gia Canada và câu lạc bộ Portland Thorns. Sinclair đã trải qua hơn 20 năm với đội tuyển quốc gia, tham dự năm kỳ World Cup nữ (Hoa Kỳ 2003,Trung Quốc 2007, Đức 2011, Canada 2015, Pháp 2019) và bốn kỳ Thế vận hội (Bắc Kinh 2008, London 2012, Rio de Janeiro 2016, Tokyo 2020). Cô 14 lần giành giải Cầu thủ bóng đá Canada xuất sắc nhất năm, bao gồm 11 lần liên tiếp từ 2004–2014. Cô cũng được vinh danh bởi FIFA như là một ứng cử viên cho giải Cầu thủ xuất sắc nhất thế giới 7 lần (2005, 2006, 2007, 2008, 2010, 2012, 2016).

## Danh hiệu

### Câu lạc bộ
FC Gold Pride
- Giải bóng đá nữ Chuyên nghiệp (Women's Professional Soccer) (1): 2010

Western New York Flash
- Giải bóng đá nữ Chuyên nghiệp (Women's Professional Soccer) (1): 2011

Portland Thorns
- NWSL Championship: 2013, 2017
- NWSL Shield: 2016, 2021
- NWSL Challenge Cup: 2021
- NWSL Community Shield: 2020
- International Champions Cup: 2021

### Quốc tế
Canada
- Giải vô địch bóng đá nữ U-19 thế giới Á quân: 2002
- Giải vô địch bóng đá nữ thế giới hạng tư: 2003
- Cúp vàng nữ CONCACAF (1): 2010
- Huy chương vàng Đại hội thể thao liên Mỹ (1): 2011
- Huy chương đồng Thế vận hội (2): 2012, 2016
- Algarve Cup (1): 2016
- Huy chương vàng Thế vận hội (1): 2020

### Cá nhân
- Giải vô địch bóng đá nữ U-19 thế giới
  - Chiếc giày vàng: 2002
- Giải vô địch bóng đá nữ U-19 thế giới:
  - Quả bóng vàng: 2002
- Cầu thủ Canada xuất sắc nhất năm (14): 2000, 2004, 2005, 2006, 2007, 2008, 2009, 2010, 2011, 2012, 2013, 2014, 2016, 2018
- Cầu thủ ghi nhiều bàn thắng quốc tế nhất mọi thời đại[4]
- Đội hình IFFHS CONCACAF của thập kỉ: 2011–2020[5]
- Cầu thủ Canada của thập kỉ: 2011–2019[6]
- The Best FIFA Special Award for Outstanding Career Achievement[7]

### Huân chương
- Huân chương Canada[8]
- Huân chương Kim cương Jubilee: 2012